# 東大垣站
東大垣站（日语：／ Higashi-Ōgaki eki */?）是位於岐阜縣大垣市和合本町，樽見鐵道的樽見線車站。車站編號為「TR02」。

## 歷史
- 1956年（昭和31年）3月20日 - 國鐵樽見線 大垣站至谷汲口站之間開通，此站啟用[1]。當時設有旅客和貨物起卸業務。
- 1964年（昭和39年）8月20日 - 終止貨物起卸業務。
- 1984年（昭和59年）10月6日 - 樽見線轉讓至樽見鐵道，成為樽見鐵道車站。
- 1988年（昭和63年）11月11日 - 成為無人車站。

※ 車站大樓內有展板指出此站在平成元年2月23日成為無人車站。

## 車站構造
車站是一座地面車站，設有1面2線的島式月台。在車站啟用時已經設有列車交會設備，後來國鐵時代由於合理化而把交會設備廢止。在樽見鐵道接管後把設備復活。站內（轉轍器與轉轍器之間）的路軌較長，可容納5卡客車和1卡柴油機車，但是月台只可容納2卡。在多客時期會有包含機車之內6卡編成，當中月台只會2卡乘務員的車門會開放給上下車，乘客需要手動開關車門。後來行走於樽見線的列車為機車1卡+客車2卡，因此不需要再進行上述措施。
現時此站是無人車站。樽見線在引入電氣路籤（牌）閉塞前（1988年），此站設有職員當值。現時此站還設有砂漿製的車站大樓。車站大樓內保在了於樽見線全線使用的電氣路籤（牌）閉塞器。

## 利用狀況
根據「大垣市統計書」，以下為1日平均乘車人次。
| 年度   | 一日平均 乘車人次 |
| ------ | ----------------- |
| 1996年 | 209               |
| 1997年 | 186               |
| 1998年 | 170               |
| 1999年 | 157               |
| 2000年 | 147               |
| 2001年 | 138               |
| 2002年 | 127               |
| 2003年 | 96                |
| 2004年 | 136               |
| 2005年 | 137               |
| 2006年 | 112               |
| 2007年 | 89                |
| 2008年 | 116               |
| 2009年 | 112               |
| 2010年 | 113               |
| 2011年 | 117               |
| 2012年 | 119               |
| 2013年 | 126               |
| 2014年 | 129               |
| 2015年 | 127               |
| 2016年 | 132               |
| 2017年 | 120               |
| 2018年 | 115               |

## 車站周邊
車站南邊為東海道本線路軌。在月台上看見於東海道本線行走的列車。車站西邊大垣一方的樽見鐵道路軌與東海道本線使用同一路基，在國鐵時代，東海道本線架空電纜柱位於樽見線北邊。
車站東邊約1公里處設有揖斐川橋樑，橋樑跨越揖斐川。
- Softopia Japan（日语：ソフトピアジャパン）
- 國道21號（日语：国道21号）
- 小野簡易郵局
- 大垣市立小野小學（日语：大垣市立小野小学校）
- 岐阜縣立大垣商業高等學校（日语：岐阜県立大垣商業高等学校）
- 大垣和合簡易郵局
- 大垣市政廳（日语：大垣市役所）和合地區中心

## 相鄰車站
樽見鐵道
樽見線
大垣（TR01）－東大垣（TR02）－橫屋（TR03）

## 註腳
1. ↑  曾根悟（監修）. 朝日新聞出版分冊百科編集部（編集） , 编. . 週刊朝日百科. 26号 長良川鉄道・明知鉄道・樽見鉄道・三岐鉄道・伊勢鉄道. 朝日新聞出版. 2011-09-18 （日语）.
2. ↑  大垣市統計書 （页面存档备份，存于）（日語） - 2020年9月25日參閲